# Тадолини, Адамо
Адамо Тадолини (итал. Adamo Tadolini; 21 декабря 1788, Болонья, — 16 февраля 1868, Рим) — итальянский скульптор.

## Биография
Получил образование в болонской художественной школе. В начальный период творчества помогал своему учителю Джакомо де Марии в его работе в Ферраре. С 1812 года жил в Риме, где совершенствовался под руководством Антонио Кановы, участвуя в создании многих из его произведений. В частности, именно в таком дуэте был создан надгробный памятник известной женщине-учёному того времени Клотильде Тамброни, с коей дружил Канова.
Влияние Кановы сильно отражалось в самостоятельных работах Тадолини, что способствовало громкой известности среди современников. Наибольшую художественную ценность имеют его мраморные изваяния мифологического содержания. Среди них «Ганимед с орлом Юпитера» (исполнен для князя Эстергази), «Ганимед с орлом» (в Эрмитаже), «Вакханка» (в римской галерее Боргезе), «Язон» и др.

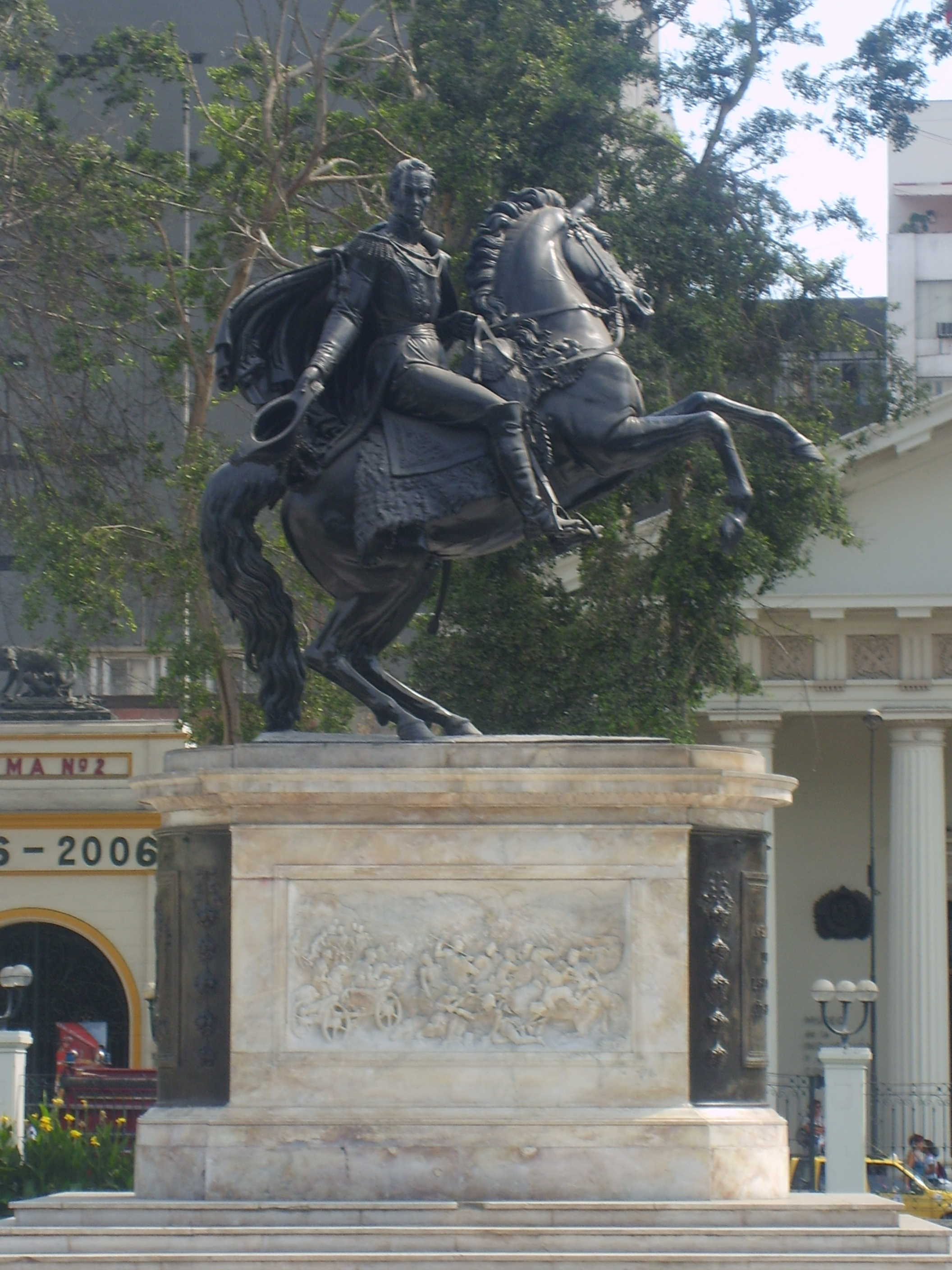
Скульптор А. Тадолини. Памятник Симону Боливару в Лиме
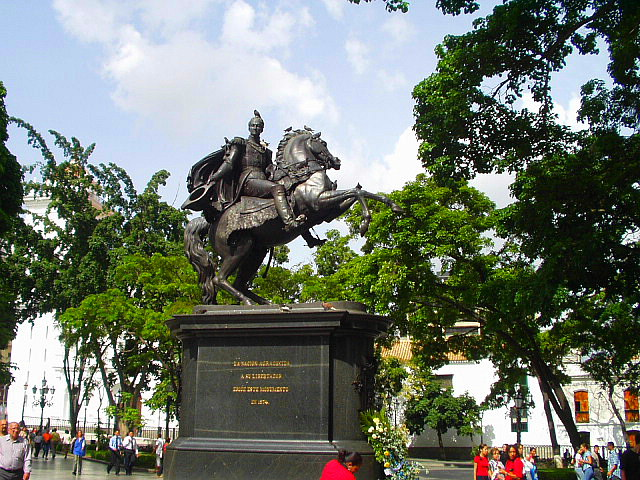
Памятник Симону Боливару в Каракасе
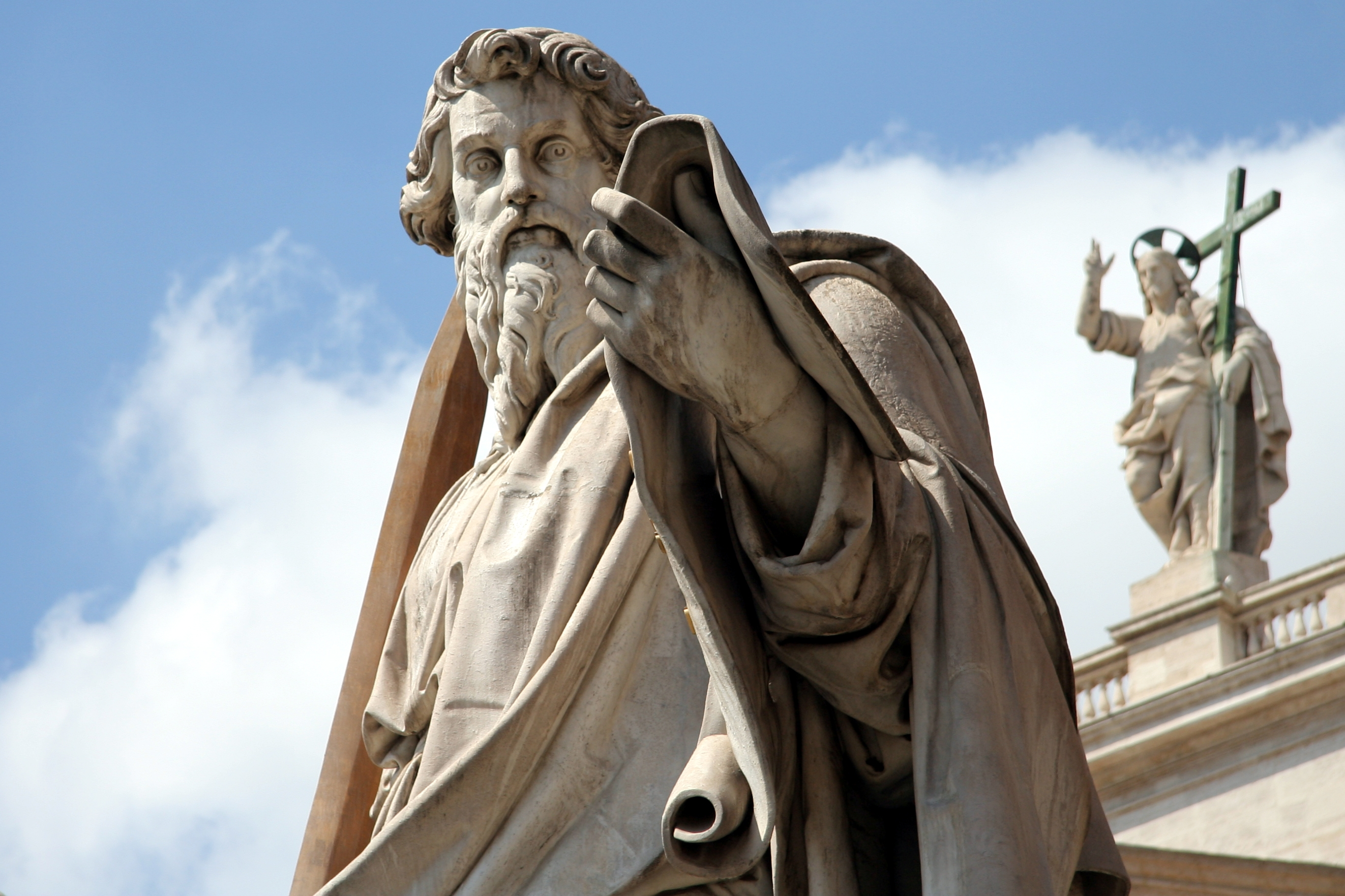
Скульптор А. Тадолини. Статуя апостола Павла перед собором Св. Петра в Ватикане
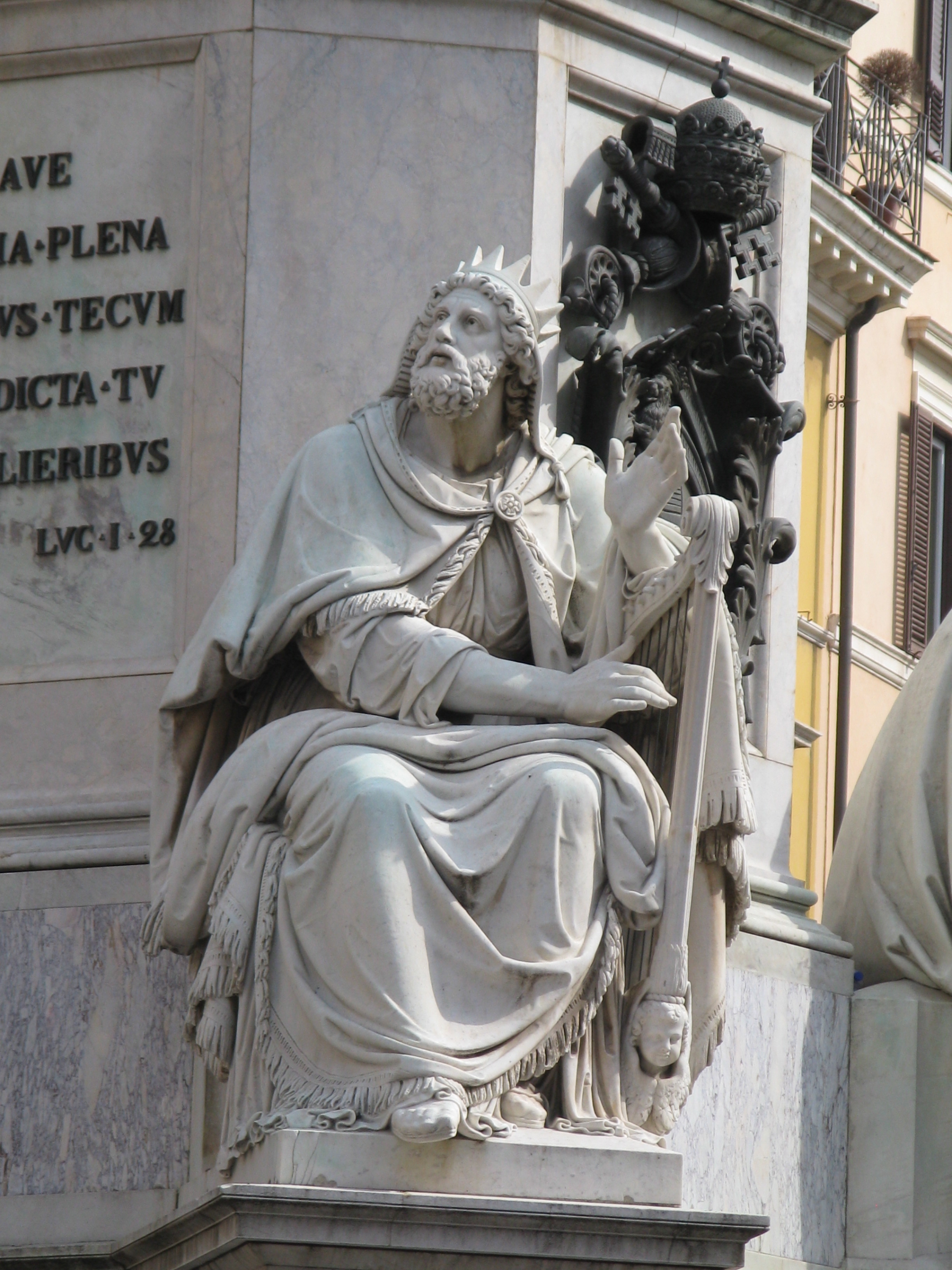
Статуя Давида на площади Испании в Риме
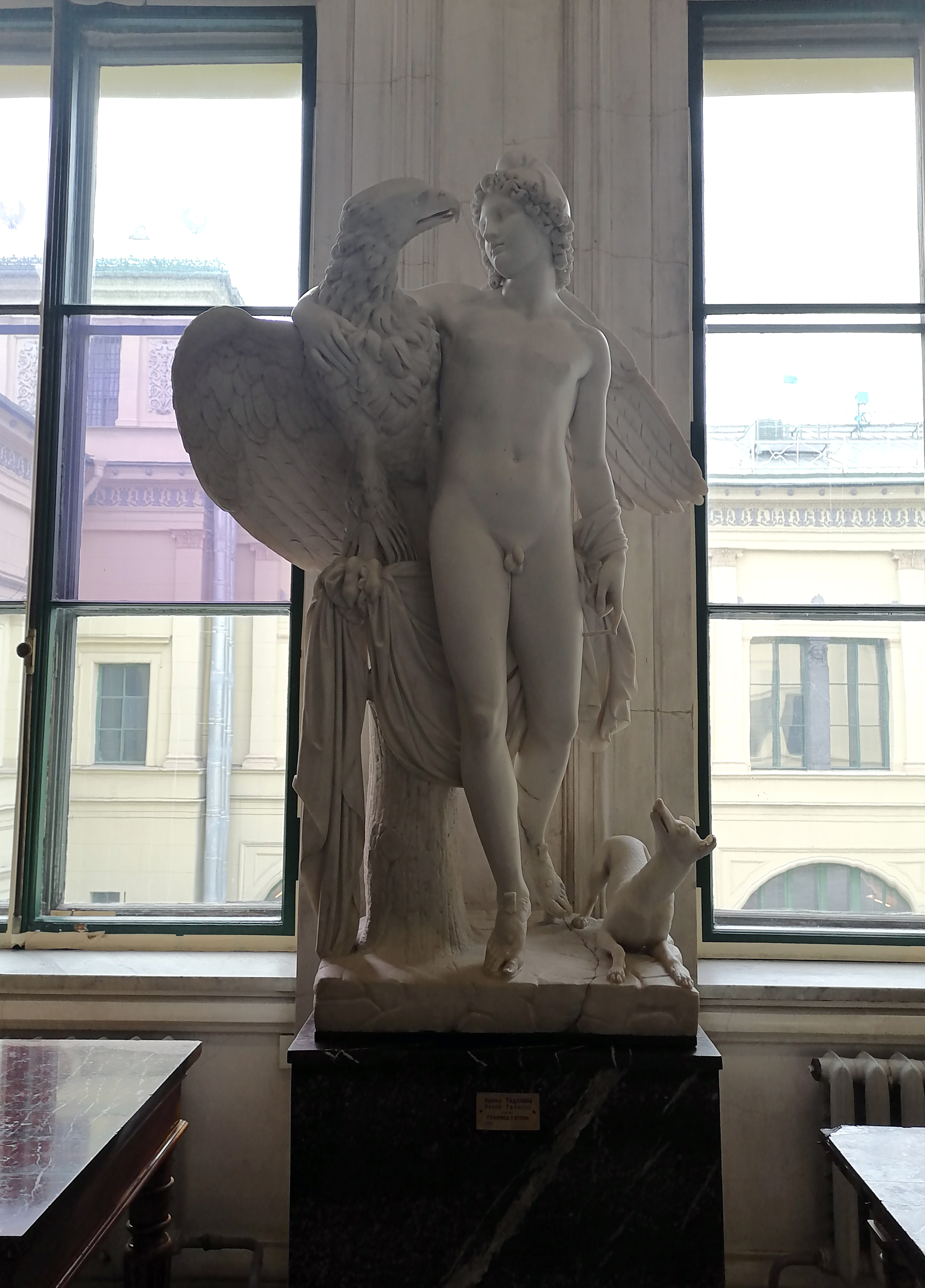
Ганимед с орлом. Государственный Эрмитаж